# Cyrestis cassander
Cyrestis cassander är en fjärilsart som beskrevs av Felder 1863. Cyrestis cassander ingår i släktet Cyrestis och familjen praktfjärilar. Inga underarter finns listade i Catalogue of Life.